# 関東弁護士会連合会
関東弁護士会連合会（かんとうべんごしかいれんごうかい）は、全国に8つある弁護士会連合会（通称・ブロック弁連）の内の1つである。略称は関弁連 (かんべんれん)。

## 概要
東京高等裁判所の管轄区域にある、東京、第一東京、第二東京、神奈川県、埼玉、千葉県、茨城県、栃木県、群馬、静岡県、山梨県、長野県及び新潟県の各弁護士会によって構成されている。各弁護士会に所属する弁護士を合わせると約25,000名で、これは日本の弁護士総数の約60%である。
活動としては、各種委員会活動や定例行事、連絡協議会等を行う。

## 私と司法
私と司法とは、関弁連の広報誌｢関弁連だより｣に掲載される、各界の著名人が司法への思いを語るインタビュー記事。これまでに、中井美穂、中村メイコ、舛添要一、林家木久蔵、櫻井よしこ、米長邦雄、綾小路きみまろ、安めぐみ、田崎真也、阿曽山大噴火、大川豊、武田鉄矢、江頭2:50、キティ、太田哲也など、多種多様な人々にインタビューしている。

## 所在
- 東京都千代田区霞が関一丁目1番3号 弁護士会館14階

## 書籍
- 『精神障害のある人の人権』（2002年、明石書店） ISBN 978-4-7503-1621-5
- 『不祥事事例の分析だけでは身につかない! 弁護士が説く弁護士の押さえておくべき法曹三者の倫理』（2022年、第一法規） ISBN 978-4-8295-0846-6